# Теребляны-1
Теребляны-1 — деревня в Окуловском муниципальном районе Новгородской области, относится к Котовскому сельскому поселению.

## География
Деревня Теребляны-1 расположена на реке Льняной, притоке реки Мсты, в 1,4 км к востоку от деревни Теребляны Вторые, в 6 км к западу от посёлка Топорок, в 10 км к северо-западу от посёлка Котово, в 23 км к северу от города Окуловка.

## Население
| 2010 |
| ---- |
| 3    |

## Топонимика
Происхождение названия обеих деревень предполагается от теребленого, то есть расчищенного под пашню участка, однако поздняя форма — Теребляны, — вторично сближена с этнохоронимом — теребляне.

## История
В 1897 году владелец здешних земель — Андрей Иванович Алексеевский — вывез из соседней деревни Теребляны (ныне Теребляны-2) семь семей и основал эту деревню, назвав её Малые Теребляны (ныне Теребляны 1-е), и усадьбу. Усадьбу Андрей Иванович назвал Ухтомское в память о матери — княжне из рода Ухтомских — Алевтины Павловны. В народе усадьбу называли Андреевкой по его имени.
В 1897—1918 деревня Теребляны-1 была приписана к Заозёрской волости Крестецкого уезда, а в 1918—1927 Маловишерского уезда Новгородской губернии.
В 1908 в деревне Теребляны-1 было 37 дворов. В 65 домах проживало 169 человек. Имелись часовня и церковно-приходская школа.
Дочь Алексеевского Ольга Андреевна в 1920—1928 была заведующей Тереблянской начальной школой и работала в ней учительницей.
Деревня Теребляны-1 относилась к Топорковскому сельсовету. В 2005 вошла в Котовское сельское поселение.

## Транспорт
Ближайшая ж/д станция расположена в посёлке Топорок. Через деревню Теребляны-1 проходит дорога из посёлка Топорок в деревню Теребляны-2.